# Теофіло Ільдефонсо
Теофіло Ільдефонсо (англ. Teófilo Yldefonso; 5 листопада 1903, Північний Ілокос — 19 червня 1942, Капас, Тарлак) — філіппінський плавець, котрий спеціалізувався на плаванні брасом, призер Олімпійських ігор.
Теофіло Ільдефонсо був першим філіппінцем, що виграв олімпійську медаль, і станом на 2020 рік залишається єдиним філіппінцем, що завоював більше однієї олімпійської нагороди.

## Біографія
Теофіло Ільдефонсо народився в провінції Північний Ілокос, Філіппіни і почав плавати змалку на річці Гісіт. З 1921 року брав участь у змаганнях з плавання.
1928 року, показавши на Олімпійських іграх в Амстердамі в фіналі запливу на 200 м брасом час 2:56,4, Ільдефонсо завоював бронзову медаль.
1932 року на Олімпійських іграх в Лос-Анджелесі він з часом 2:47,1 у фіналі запливу на 200 м брасом виборов другу бронзову олімпійську нагороду.
1936 року Ільдефонсо пройшов до фінального запливу на 200 м брасом на Олімпійських іграх в Берліні, але цього разу зайняв сьоме місце.
Під час Другої світової війни Теофіло Ільдефонсо воював проти японських військ. Захищаючи півострів Батаан, потрапив в полон і був учасником «Батаанського маршу смерті». У червні 1942 року помер в концентраційному таборі.
2010 року був введений до Міжнародного Залу Слави Плавання (International Swimming Hall of Fame).